# Kostel svatého Václava (Chřenovice)
Kostel svatého Václava stojí na západním konci obce Chřenovice. Jméno dostal po patronovi české země, knížeti Václavovi. Původní stavba byla postavena v románském slohu, pravděpodobně za účasti sázavských mnichů, začátkem 13. století. Ke kostelu byl na začátku 14. století přistavěn polygonální gotický presbytář a z původní románské stavby se zachovala obdélná loď a západní věž, která je dominantou širokého okolí.

## Historie kostela

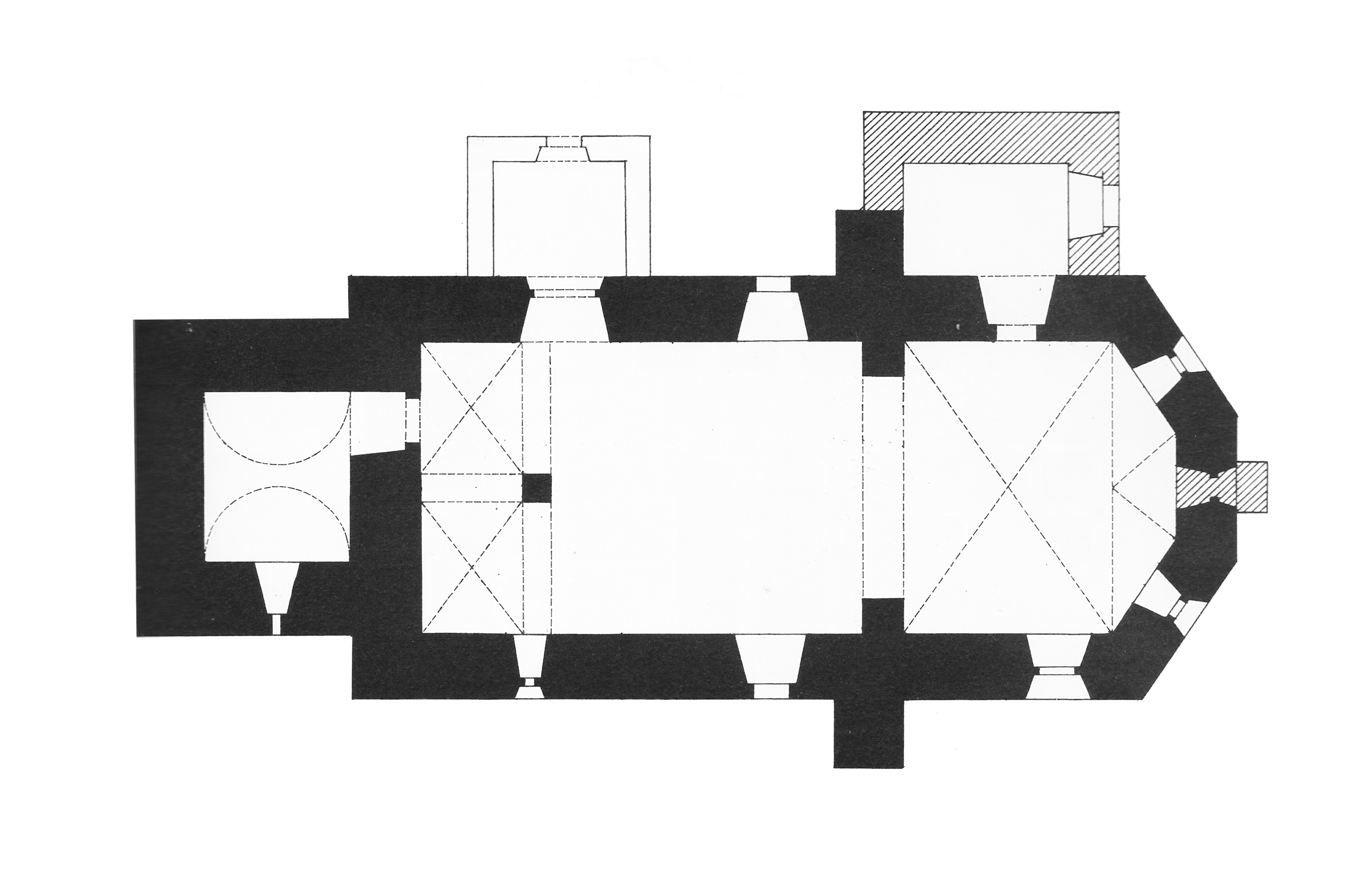
Půdorys kostela

Přesné datum založení kostela je sporné. Při stavebních úpravách v roce 1780 byla při probourávání zdi kůru objevena dřevěná schránka, v níž ležela vosková koule s vyraženou pečetí, na které byl zobrazen biskup v ornátu, s nápisem “JOANNES EPISCOPVS PRAGENSIS”. Uvnitř koule byla nalezena olověná skříňka s pozůstatky svatých s připojenými nápisy. Díky nálezu této pečeti biskupa Jana, který pravděpodobně kostel světil, můžeme kostel datovat. Zatím není však známo, jestli se jednalo o Jana I. (1134–1139), Jana II. (1227–1236) nebo Jana III. (1258–1278). Podle podoby původního románského portálu je možno kostel datovat do období Jana II. Portál zdobený klikatkou bychom mohli analogicky přiřadit k dómu v Bambergu (již po roce 1200) nebo podobným portálům z Čech s motivem plochých zubů, jako v Libčanech a jinde. Dalším vodítkem může být dendrochronologický průzkum, podle kterého je datováno smýcení dřeva použitého u stropních trámů v druhém patře věže na rok 1216/17. Doposud však nebyl proveden řádný stavebně-historický průzkum, který by datum založení kostela potvrdil s větší jistotou.

Kostel je zmiňován v roce 1350 jako farní v seznamu kostelů v archidiakonátu Kouřimském a děkanátu Štěpánovském, vydaném pražským arcibiskupem Arnoštem z Pardubic. Faráře ke kostelu jmenovali páni z Chřenovic. Po husitských bouřích nastoupili do kostela utrakvističtí kněží, kteří zde podávali podobojí. Takto fungoval kostel až do roku 1625, kdy vydal majitel ledečského panství Jan Rudolf Trčka z Lípy rozkaz všechny nekatolické kněží vyhnat ze svých panství. Kostel tak ztratil svého faráře a byl pod správou děkanů z Ledče. Katolický farář sem byl dosazen v roce 1779 a roku 1784 zde byla zřízena lokálie. Až v roce 1857 se stává kostel opět farním. Od roku 1996, kdy zemřel zdejší farář P. Václav Vít, je kostel filiální, pod správou ledečské farnosti. P. Václav Vít zde působil od roku 1966 poté, co byl 9 let vězněn za velezradu a následně amnestován. Ve zdejší komunitě byl velmi oblíbený, a proto mu věřící rok po jeho úmrtí odhalili v předsíňce kostela pamětní desku.

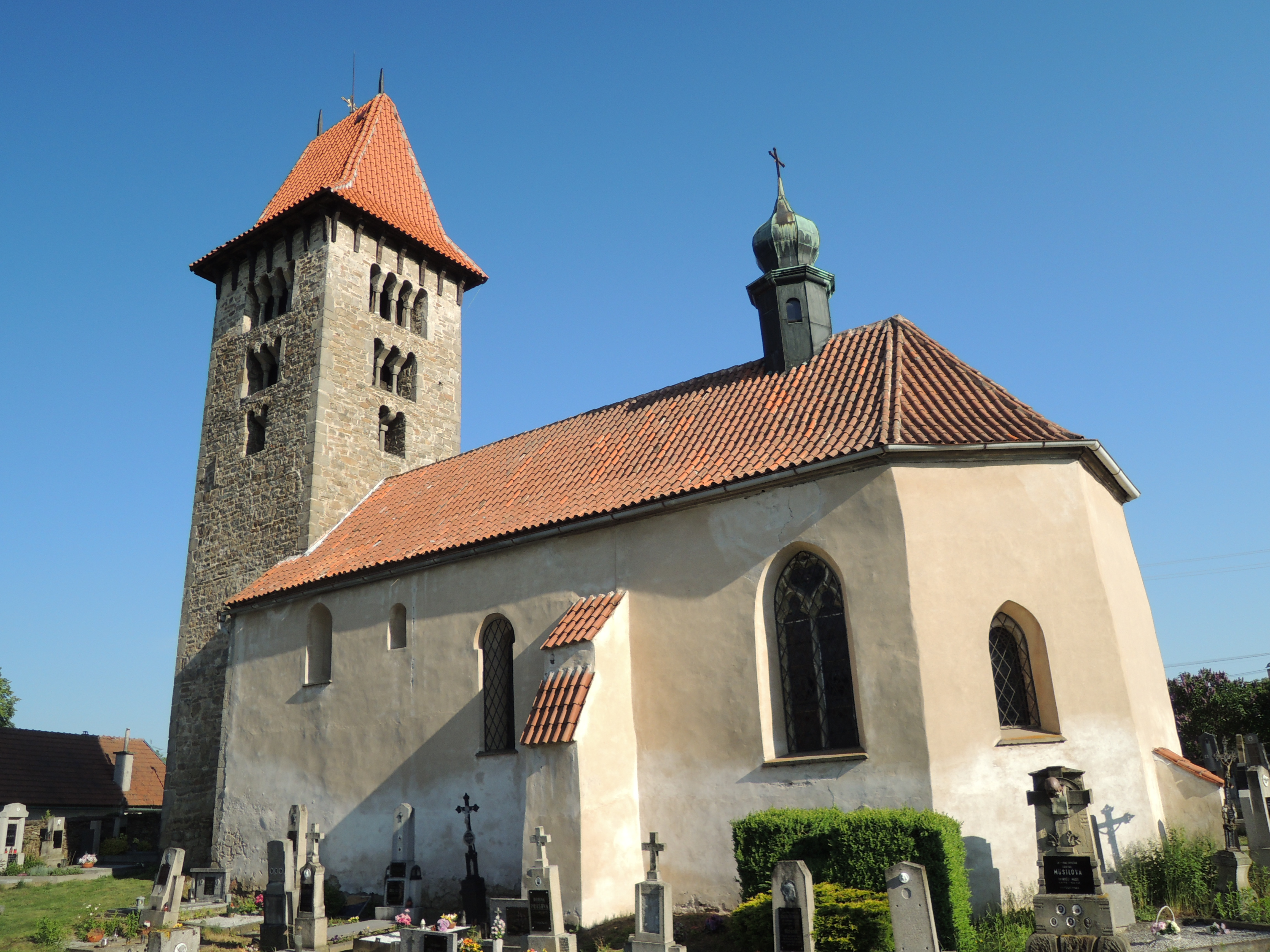
Pohled na kostel z jihovýchodu

## Opravy
Drobné i větší opravy kostela byly průběžně prováděny po celou dobu jeho existence. Oprav se většinou ujímali řemeslníci ze vsi nebo z okolních usedlostí. Například v roce 1679 osadil sklenář ze Zruče okna 163 kolečky, v témže roce bylo vyplaceno 7 stříbrných místnímu kováři za zhotovení klíče ke kostelu. Věž byla opravována v letech 1681–1682 a na tyto opravy bylo zakoupeno 2000 kusů šindele a k nim simultánně 2000 kusů ručně kovaných hřebíků, které zhotovil kovář z Ledče Šimek Škarohlíd. Při opravě dostala věž kostela nové makovice. V roce 1864 probíhala oprava zvonu a křtitelnice. Velké opravy kostela probíhaly v roce 1900, kdy byly pokryty střechy kostela novou krytinou (opět šindelem) a celý kostel byl omítnut na šedo. Do věže byl vsazen chybějící dělicí sloupek, který chyběl neznámo odkdy. Poprvé byl na kostel nainstalován hromosvod, který zde umístil hodinář z Ledče Jan Rutter. Dalších úprav se kostel dočkal v roce 1937, kdy byla vyměněna šindelová střešní krytina na všech střechách za prejzy. Roku 1972 byl opraven celý vnitřek kostela, včetně maleb, na kterých pracovali F. a V. Divišovi.
V roce 2016 byla opravena věž kostela. Proběhla výměna dubových krakorců. Provedeno bylo také zpevnění románských oken a kamenných částí věže a vše vyspárováno. Cena opravy vyšla na půl milionu korun.
Během roku 2017 zde probíhaly další drobné práce, jako vyčištění věže kostela a revize elektrického vedení.

## Stavební vývoj

### Románská podoba
Kostel byl s největší pravděpodobností postaven při tvrzi, která byla s kostelem propojena na západní straně věže, což je patrné ze zazděného vchodu v jejím prvním patře. Lze předpokládat, že věž sloužila jako poslední obranné útočiště pro zdejší obyvatele. Tvrz později zanikla, protože již nestačila zdejším pánům, a tak se do dnešních dní zachoval pouze kostel s přilehlým hřbitovem (nový hřbitov je nedaleko). Původní stavba kostela se skládala ze západní věže a obdélné lodi, pravděpodobně zakončené apsidou.

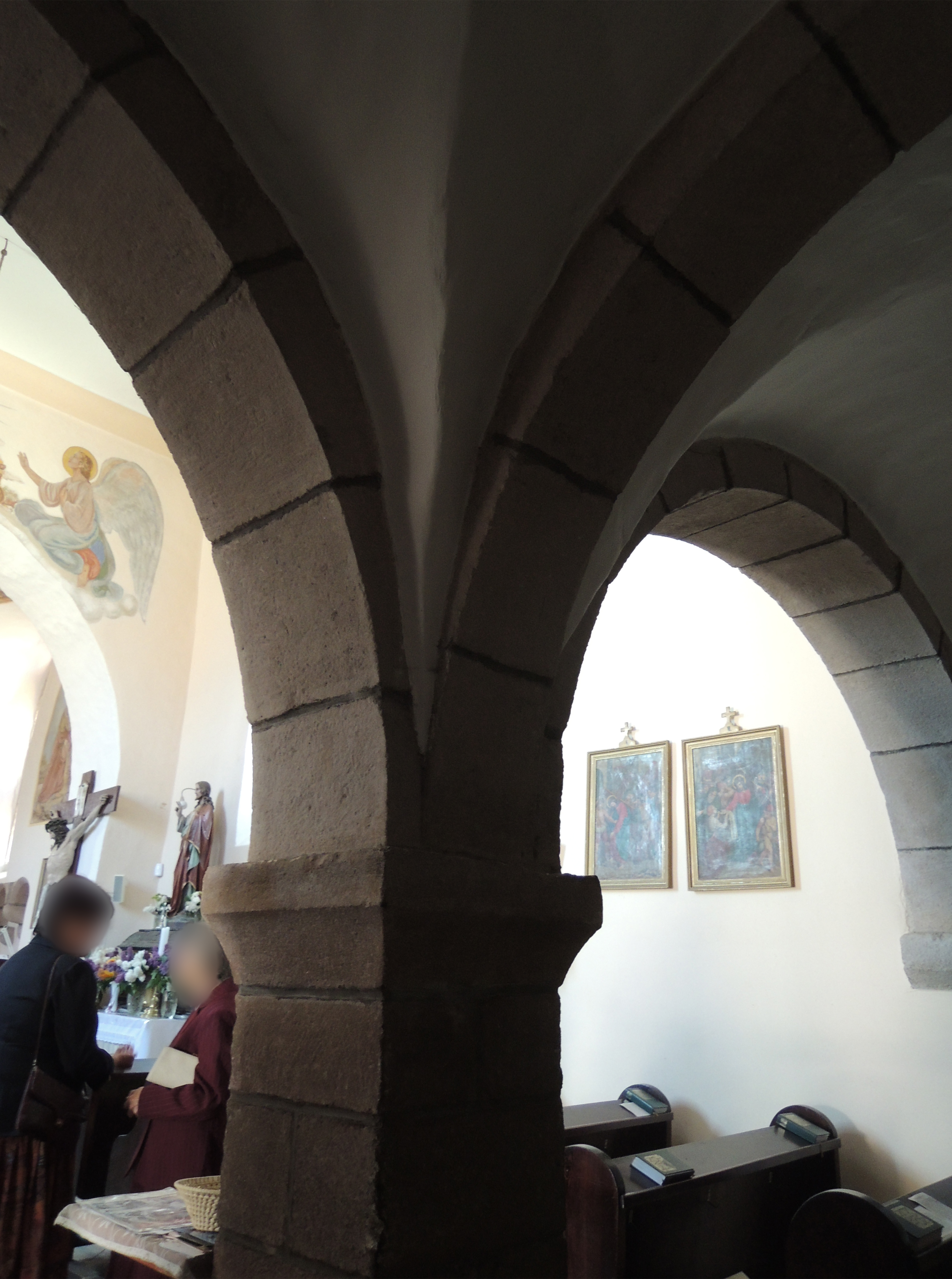
Pohled na podpěrný sloup empory

#### Loď

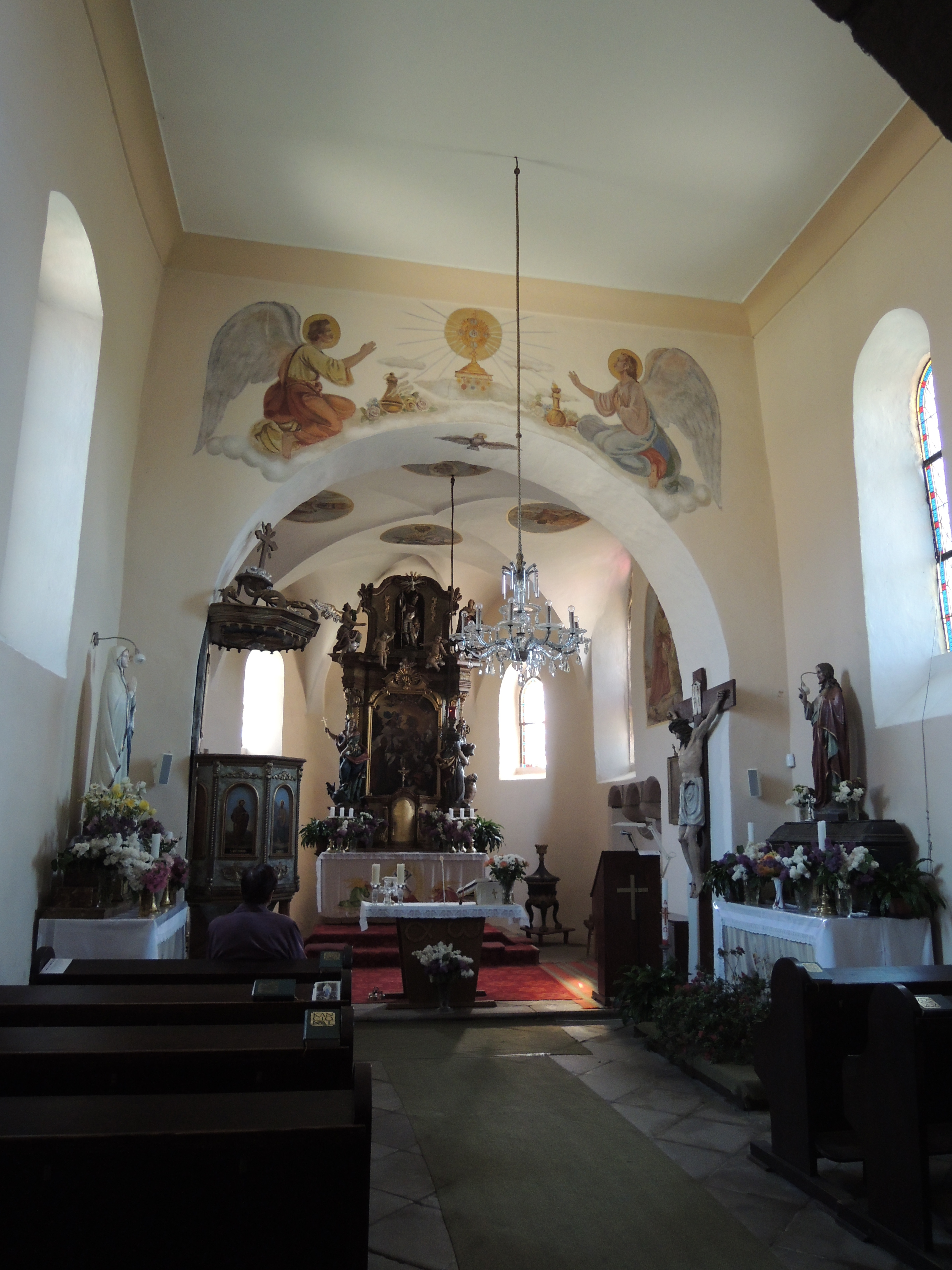
Loď kostela, pohled z podkruchtí

Loď je prostá, k vnitřnímu líci stěn 12,7 m dlouhá a 5,6 m široká. V její západní části se nachází původní empora, která je nesena středním čtyřbokým pilířem z žulového kamene. Pilíř je zakončen zešikmenou římsou, na kterou navazují tři oblouky. Dva z nich dosedají na stěnách na prosté zešikmené římsy při líci tribuny a třetí tvoří dělicí pas pro dvě křížové klenby, jimiž je tribuna podklenuta. Vchod na tribunu se nachází v prvním patře věže. Zpočátku se zde účastnili mše páni z Chřenovic, aby tak byly odděleni od prostého lidu, později se zde provozovala hudba a zpěv při bohoslužbách. Dnes jsou zde umístěny varhany.
Vchod do lodi tvoří původní románský portál, netradičně orientovaný k severu. Zachovalý portál, široký 1,62 m a vysoký 2,57 m, je polokruhově zakončen. Po stranách je profilovaný výžlabkem a prutem. Oblouk již takto profilován není, nýbrž je zdoben trojúhelníkovými čarami v líci i uvnitř klenby. Na portál navazuje pravoúhlá předsíňka.
Původní osvětlení lodi bylo pravděpodobně řešeno pomocí malých, vysoko umístěných románských oken. Ta se nacházela po třech na obou bočních stěnách. Z těchto oken se zachovalo pouze jedno, které můžeme spatřit na jižní straně z exteriéru, jelikož je zevnitř zazděné. Dnes zajišťují osvětlení lodi dvě menší a dvě větší špaletová okna. Menší okna jsou půlkruhově sklenutá, s rozměry 0,58x0,93 m ve špaletě a 0,2x0,6 m uvnitř, a nachází se v prostoru nad tribunou po obou stranách. Větší okna jsou proražena níže, opět do obou bočních stěn, blíž k presbytáři. Okno na severní stěně je ukončeno segmentovým obloukem a na jižní stěně půlkruhově.
Strop lodi je dřevěný, ohozený, rovný.

#### Věž

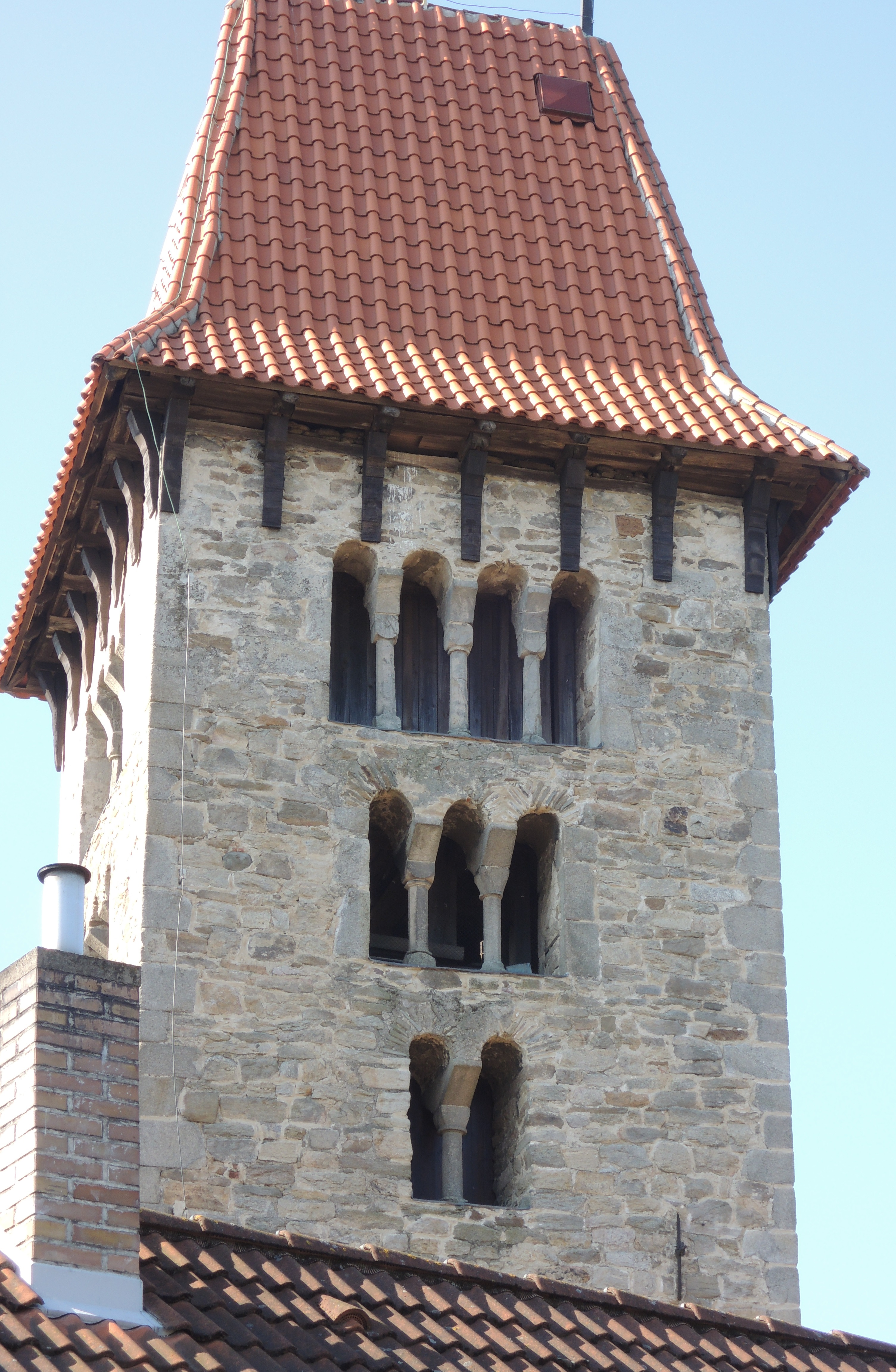
Pohled na sdružená okna severní strany věže

Dominantou celé stavby je románská věž vysoká 18 metrů. Věž je čtyřpatrová a má čtvercový půdorys o straně 4,8 m. Zdivo věže je tvořeno ze žulových kvádrů, širokých 0,4 m, dlouhých 0,45–0,65 m, které jsou uloženy vodorovně. Tloušťka zdiva spodního patra se pohybuje kolem 1,2 m a v horních patrech okolo 1,1 m. Přízemí věže je přístupné z lodi, zaklenuté valenou klenbou příčnou a osvětlené jedním střílnovitým okénkem směřujícím na jih. V dnešní době je přízemní kobka jediným přístupovým bodem do věže. S prvním patrem věže je propojena dřevěným schodištěm, které je vsazeno do proraženého otvoru v klenbě. Průchod z prvního patra na emporu je na východní straně a na stěně západní je patrný zazděný vchod, který dříve propojoval věž kostela s přilehlou tvrzí. V prvním patře jsou rovněž umístěna střílnovitá okénka, jedno na jih a druhé na západ. Další malé okno, zřejmě z pozdější doby, je vsazeno do zazděného portálu. První patro věže je rovněž zastropené valenou klenbou, ve které je opět vytvořen otvor pro schodiště vedoucí do druhého patra. V druhém patře je velmi kvalitně opracovaný prostup do krovu kostela.
Od druhého patra jsou na všechny strany prolomena polokruhově klenutá sdružená okna.
- Ve druhém patře jsou umístěna podvojná okna. Klenby oken zde byly usazeny na mírně podebrané sedlo, které podpírá oblý sloupek s krychlovou, dole zakulacenou hlavicí s prstencem a s protáhlou patkou.
- Ve třetím patře jsou okna trojitá, jejichž klenby dosedají na lichoběžníková sedla navazující na sloupky s polygonálním dříkem, s hlavicí zaoblenou s prstencem a patkou krychlovou nahoře zakulacenou, zdobenou páskem.
- Ve čtvrtém patře jsou okna čtyřdílná, dělená třemi osmibokými sloupky, s hlavicemi i patkami krychlovými, při okraji zakulacenými. Na východní a západní straně věže jsou hlavice krajních sloupků doplněny prstenci, prostřední sloupek tento prvek postrádá. Na jižní a severní straně je tomu obráceně. Sedla těchto oken jsou mírně podebraná.

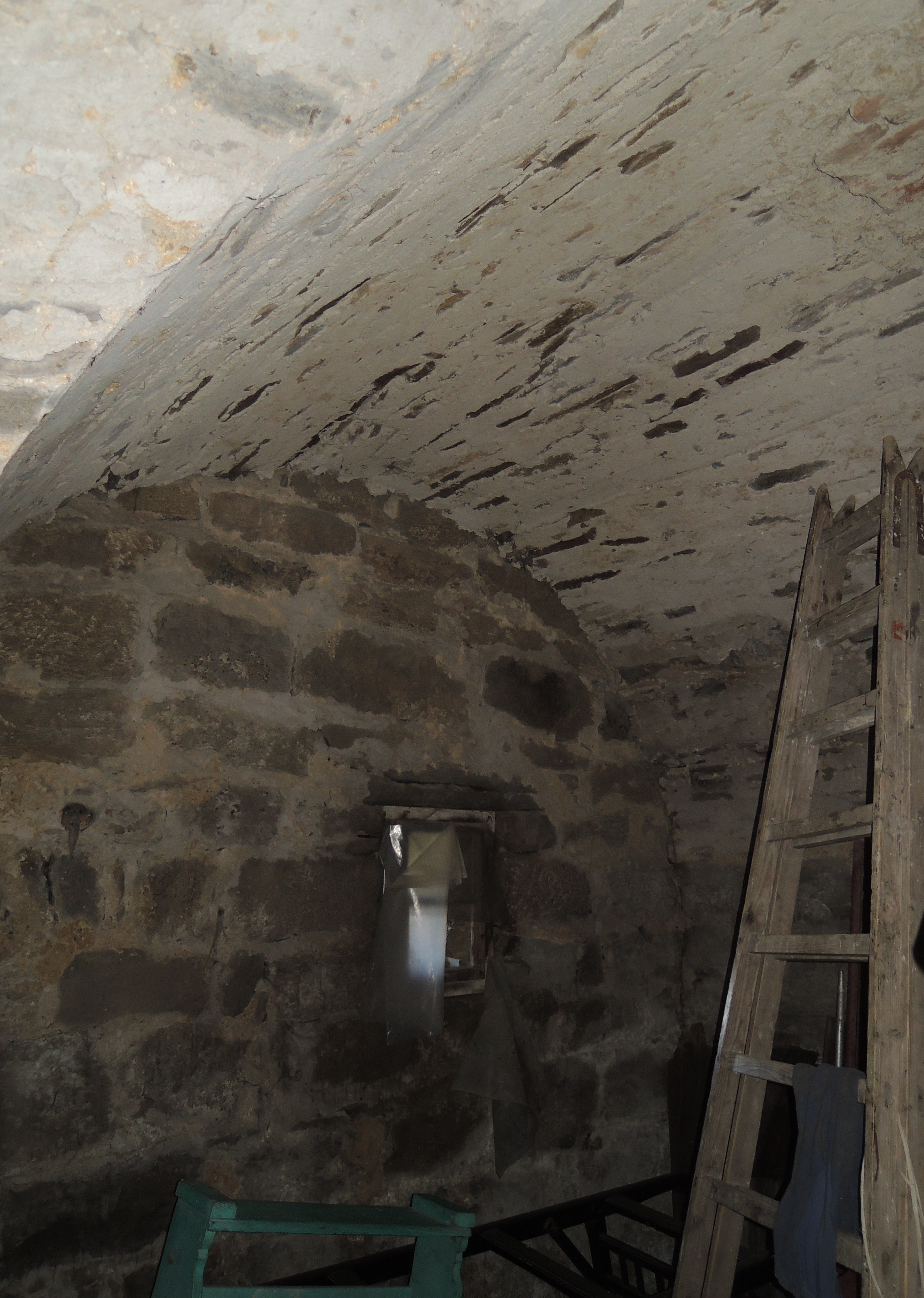
Klenba v přízemní kobce věže

Některé původní sloupky a sedla byly značně poškozeny povětrností a musely být vyměněny. Například na severní straně druhého patra byla původně hlavice sloupku zdobena palmetou, na východní straně je dnes v témže patře umístěn sloupek polygonální na místo oblého.
Střecha věže spočívá na třiceti dvou vyřezávaných dubových krakorcích. Dříve se tradičně pokrývala šindelem, ale při rekonstrukci v roce 1937 byly věž i kostel pokryty prejzovou krytinou.

### Gotický presbytář

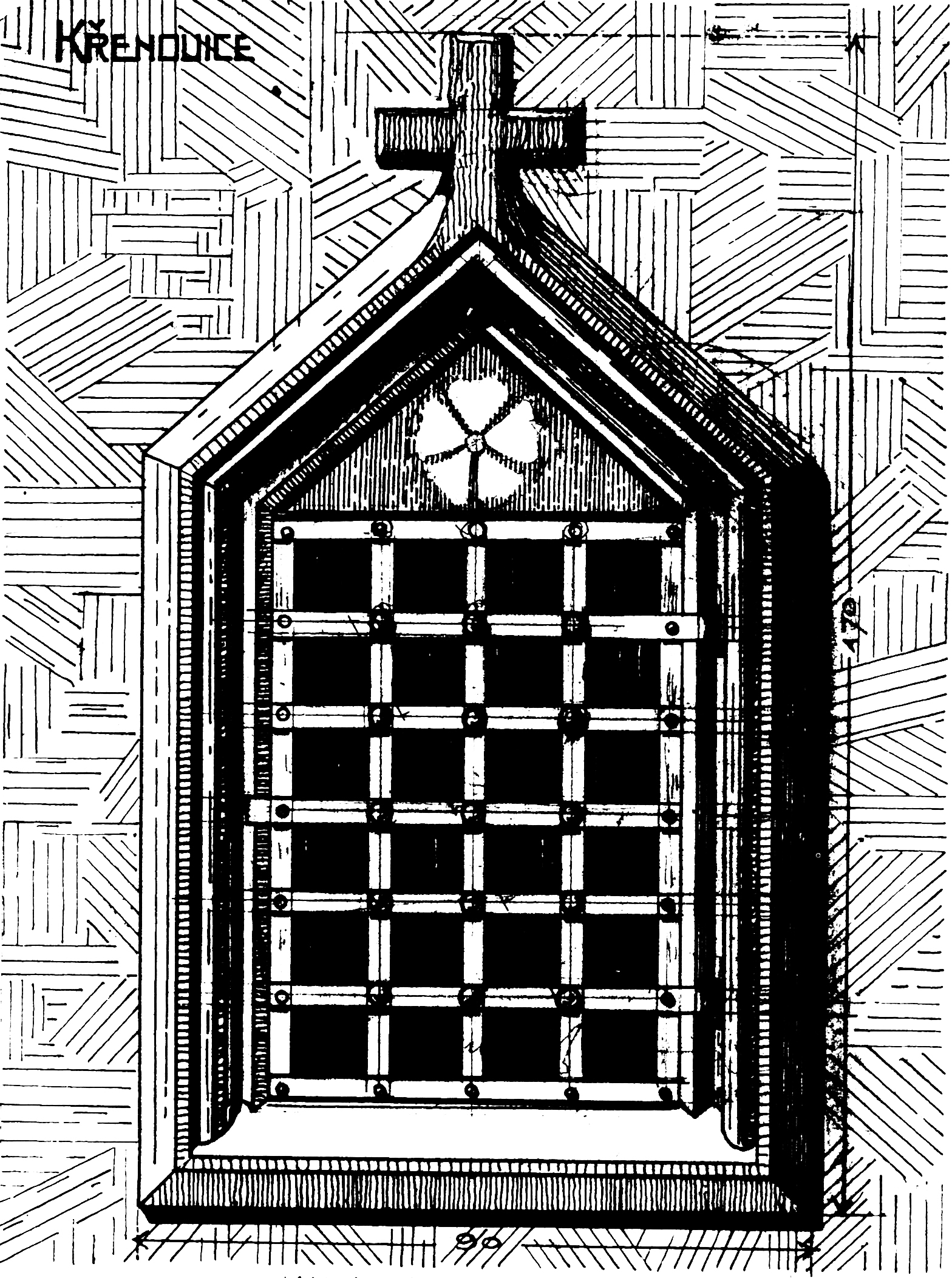
Sanctuarium

Gotický presbytář je osmihranný v jednoduchém slohu a mohl být postaven na místě románské apsidy. Jeho přístavba probíhala pravděpodobně začátkem 14. století. Prostor presbytáře je zaklenut goticky bez žeber v obdélném poli do kříže a v závěru do třech lunet. Část lodi a presbytáře je oddělena triumfálním obloukem, jehož tloušťka činí 0,97 m a rozpětí 4,4 m. Na obou stranách navazuje oblouk na opěrný systém, který můžeme spatřit zvenku. Dalším opěrným prvkem je nízký opěrák při východní straně.
Na jižní straně osvětluje kněžistě dvojdílné gotické lomené okno s kružbovým srdcem. V závěru na jihovýchodní straně je lomené úzké okno, na východě bývalo románské okno, dnes zazděné, a na severovýchod směřuje okno půlkruhově zakončené.
Na severní stěně presbytáře je ve zdi vsazeno sanctuarium, široké 0,67 m a vysoké 1,07 m. Sanctuarium je obdélně orámováno, zakončené trojúhelníkovým štítem, ve kterém je pěticípá růžice a na jeho vrcholu je umístěn kříž. Orámování je profilované žlábkem a prutem a ke kraji sešikmenou plochou. Mříž je tvořena z kolmo umístěných prutů, probíjených hřeby.
Na jižní straně je ve zdi vsazené sedile, rozdělené do tří částí. Uprostřed je nesené na dvou krakorcích, na které dosedají tři polokruhově sklenuté oblouky. Všechny tyto prvky jsou tvořeny ze žulového kamene. Výklenek je umístěn 0,57 m nad podlahou, je 0,37 m hluboký, 1,84 m široký, 1,5 m vysoký a oblouky mají 0,45 m v průměru.
Ze severní strany přiléhá k presbytáři obdélná sakristie. Vchodem umístěným na východě je přístupná z exteriéru a je osvětlena oknem eliptického tvaru na severní stěně.

## Vybavení interiéru
Hlavní oltář pochází z 18. století. Jedná se o barokní portálový oltář s plastikami, zasvěcený svatému Václavovi. Tento oltář byl kostelu darován v 19. století Tereziánským ústavem zchudlých šlechtičen, kterému tehdy patřilo celé ledečské panství (včetně Chřenovic). Původní oltářní obraz svatého Václava byl za duchovní správy faráře P. Josefa Pokorného (mezi léty 1860–1875) vyměněn za obraz “Hold českých patronů svaté rodině”. Obraz je připisován českému malíři oltářních obrazů Petru Brandlovi, autorství však není doloženo. V horní části oltáře se nachází dřevěná socha svaté Alžběty Durynské, u jejích nohou je dřevěná socha žebráka. Nalevo od oltáře je dřevěná socha Markéty Antiochijské, mučednice má u nohou draka, kterého zkrotila křížem.
Oltáře na stranách jsou velmi jednoduché. Na levé straně je zasvěcen Panně Marii Lurdské a na straně pravé srdci páně. Na tomto oltáři jsou v dolní části ostatky svatých (možná z kostelního nálezu v roce 1780).
Dřevěná kazatelna je vyzdobena obrazy svatých evangelistů, Marka, Matouše, Lukáše a Jana. Dále zde můžeme najít dřevěnou rokokovou křtitelnici na třech nohách s korunou na vrcholu.